# Frederik Thorkildsen Wexschall
Frederik Thorkildsen Wexschall, född den 9 april 1798 i Köpenhamn (av norsk fädernesläkt), död där den 25 oktober 1845, var en dansk violinist. Han var gift första gången 1823–1831 med skådespelerskan Anna Brenøe.
Wexschall, som var elev till bland andra Louis Spohr i Kassel, konserterade med framgång i Paris och blev 1824 andreviolinist vid hovkapellet i Köpenhamn samt 1835 konsertmästare och föreståndare för violinskolan. Han ansågs allmänt vara Danmarks bäste violinist på sin tid. Bland hans elever fanns Niels Wilhelm Gade och Holger Simon Paulli.